# Cotorreta pitgrisa
La cotorreta pitgrisa (Myiopsitta monachus), coneguda també amb el nom de cotorra argentina i a les Balears amb el de cotorra de cap gris, és un ocell que pertany a l'ordre dels psitaciformes, com els lloros, les cacatues o els periquitos. Era considerada l'única espècie del gènere Myiopsitta, si bé actualment alguns autors han considerat la subespècie luchsi, una espècie de ple dret. És originari de l'Amèrica del Sud, però ha colonitzat recentment diferents llocs d'Europa i Nord-amèrica, a partir d'individus escapats de la captivitat, ja que és comuna com a mascota.

## Història
Aquestes cotorres, s'importaven d'Amèrica del Sud (Argentina) per a vendre-les en botigues d'animals domèstics com a mascotes. Es transportaven en unes grans gàbies en vaixells de mercaderies.
En una d'aquestes travesses pel Mar Mediterrani les cotorretes van aconseguir escapar-se i, d'aquí, la seva expansió. S'adaptaren, fàcilment, a la nova situació geogràfica, que van trobar idònia per a reproduir-se.

## Morfologia

[http://www.xeno-canto.org/sounds/uploaded/QJMZJJVQNJ/Myiopsitta_monachus-JMM-Madrid-Calls-090511_1947h.mp3 Cant

La cotorra de pit gris es caracteritza, com bé diu el seu nom, perquè té la part alta del pit i el front de color gris. La panxa pot ser una mica més grogosa que el pit i la resta del cos és verda. Les ales són punxegudes, com la cua, i poden presentar tons blavosos o verd fosc. Són gregàries i molt sorolloses, amb un vol ràpid, bategant molt les ales, i normalment no gaire alt.

## Distribució i expansió
La seva àrea de distribució original va des de Bolívia fins al sud del Brasil i centre de l'Argentina (els psitàcids són tots originaris de les zones equatorials, tropicals i subtropicals de tot el planeta). En l'actualitat, però, també podem veure aquesta espècie en altres zones de sud Amèrica, on no hi era present abans, a Nord-amèrica i a Europa (per exemple a Itàlia o a Bèlgica), on ha estat introduïda. A l'estat Espanyol és present a nombroses zones d'Andalusia, Madrid, a tota la franja litoral de llevant, des de Múrcia a Catalunya i també a les Illes Balears. Sembla ser, doncs, que tot i ser una espècie subtropical s'adapta molt bé a les temperatures baixes. A Brussel·les, per exemple, hi ha una població que ha sobreviscut hiverns de –15 °C.
La seva primera detecció a la ciutat de Barcelona es remunta a dos exemplars al Parc de la Ciutadella el 1975, a causa d'una fuga accidental, i des d'aleshores la seva població s'ha anat incrementant gradualment. L'any 1985 se'n van detectar una cinquantena, el 1991 més de 200 i el 1994 la població s'havia incrementat fortament i s'estimava en uns 850 individus. El creixement de la població barcelonina ha estat exponencial, doblant-se la població aproximadament cada nou anys. A la tardor del 2001 ja se'n trobaven nius en comarques de l'interior com a Osona, el Segrià i el Bages, a més de les d'àrea metropolitana de Barcelona i moltes comarques litorals del Tarragonès a l'Alt Empordà, i si bé la majoria de colònies es localitzen en zona urbana i associades a palmeres, també han colonitzat algunes zones d'importància agrícola; la població s'estimava l'any 2003 en uns 1450 individus i 313 nius a Barcelona i 2200 i 492 nius a tot Catalunya. A causa de la distància entre alguns d'aquests nuclis, se suposa que tenen un origen independent en animals escapats. És a la llista d'espècies invasores ja que provoca danys agrícoles, a les infrastructures, a la vegetació, a la salut pública i a les espècies d'ocells autòctones.

## Hàbitat, etologia i alimentació

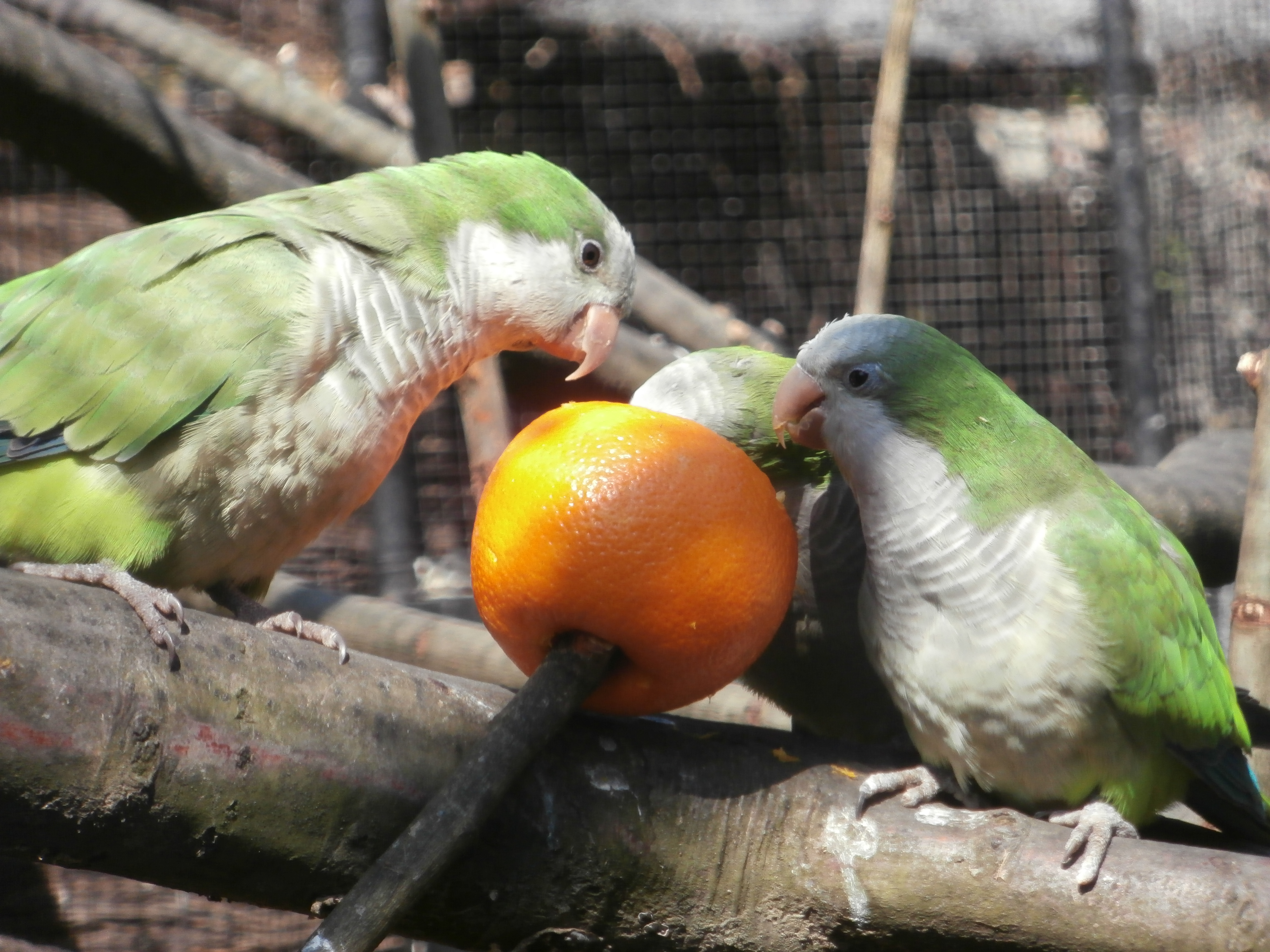
Diverses cotorretes de pit gris menjant-se una taronja

Aquesta espècie és molt generalista i és capaç d'utilitzar un ampli espectre d'hàbitats i recursos. És per aquesta raó que en els seus nous hàbitats no presenta cap problema en trobar aliment. Es poden observar fàcilment a qualsevol zona verda o jardí, sovint penjades en palmeres mentre s'alimenten de dàtils o també menjant-se la gespa dels parterres. A més, s'alimenten d'una gran varietat de fruits, flors, larves i insectes i fins i tot poden depredar ocells petits com ara mallerengues o pollets de merla. Com a espècie introduïda que és, pot suposar un risc per l'ecosistema envaït i fins i tot podria provocar importants pèrdues econòmiques degudes a danys a l'agricultura, que ja han estat descrits. S'ha observat, també, una competència pels dàtils de les palmeres amb les merles, a part de la competència directa amb els coloms pel menjar subministrat pels humans, sobretot el pa. En captivitat se'ls sol alimentar amb gra i vegetals frescos.
A Catalunya es reprodueix entre els mesos d'agost i desembre, i fins i tot poden fer dues postes d'ous anuals. Normalment ho fan en nius construïts amb branques per elles mateixes al voltant de la base de les fulles de palmeres del gènere Phoenix, preferentment Phoenix canariensis, que presenta fulles més denses que altres palmeres. A més a més, però, també s'han vist nius de cotorres en altres arbres com ara eucaliptus, oms, pins o cedres, i fins i tot en antenes i també en edificis.

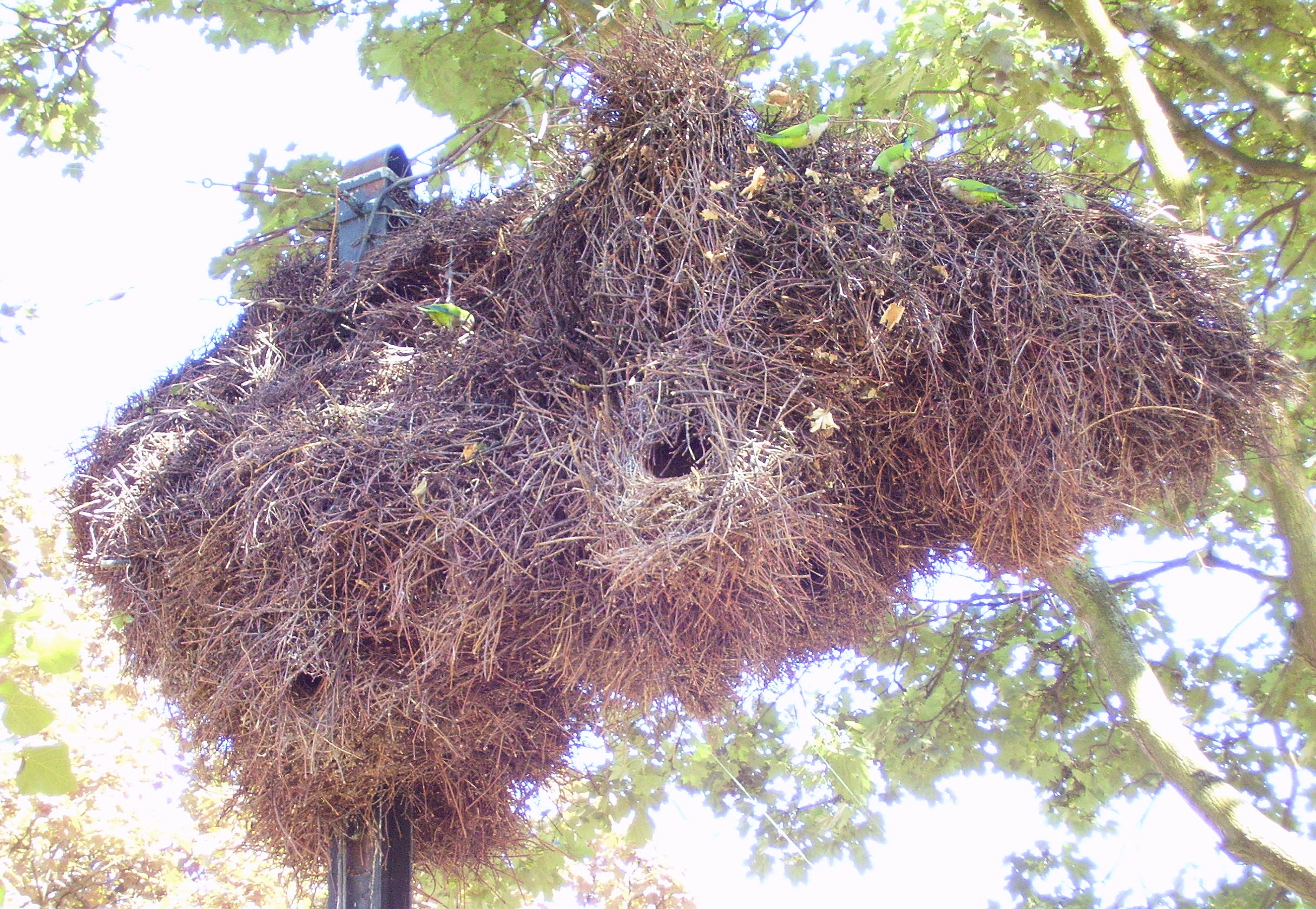
Niu col·lectiu de cotorreta de pit gris a Brussel·les

Cada niu acostuma a presentar més d'una cambra, on s'allotja una parella i els seus pollets. Els nius són vigilats i defensats grupalment per tot el conjunt de cotorres que l'habiten. Curiosament, els pardals se n'aprofiten i fan el seu niu entre les branques dels nius de cotorra, i sembla que no els molesti gaire que hi siguin.

## Observació
La millor hora per observar-les és al matí, quan estan més actives, i no és difícil identificar-les pel seu color i perquè acostumen a anar en grup tot cridant mentre volen. També es pot provar de buscar els seus nius en palmeres Phoenix canariensis com les que hi ha en molts parcs i jardins, o passeigs. Als seus nius hi retornen cada vespre, quan es fa fosc, per passar la nit.

## Conservació
Aquesta no és l'única cotorra que es pot trobar a les contrades catalanes, però sí que és la més habitual i la més fàcil de veure. Altres espècies de psitàcides exòtiques també hi són presents a causa de la gran demanda d'aquests animals, que són importats legalment i il·legal a Catalunya. La introducció accidental d'aquestes espècies als ecosistemes catalans no pot ésser considerada com a bona, ja que es desconeix de quina manera s'hi adaptaran i com competiran amb les espècies autòctones.